# Бояново (Видинская область)
Боя́ново (болг. Бояново) — село в Болгарии. Находится в Видинской области, входит в общину Грамада. Население по последней переписи — 7 человек (2021).

## История
Основано во второй половине 1930-х или в первой половине 1940-х годов в составе общины Грамада Кулской околии Видинского округа. С 1951 года — во Врачанском округе. В 1959 году околии были ликвидированы, и село вновь вошло в состав Видинского округа. С 1987 года — в Михайловградской (с 1993 года — Монтанской) области. В 1999 году вошло в состав Видинской области.

## Население
| 1946 | 1956 | 1965 | 1975 | 1985 | 1992 | 2001 | 2011 | 2021 |
| ---- | ---- | ---- | ---- | ---- | ---- | ---- | ---- | ---- |
| 214  | 189  | 128  | 71   | 37   | 39   | 37   | 12   | 7    |

По переписи 2011 года 2 человека из 12 имели начальное образование, 3 — основное, 5 — среднее и 2 — высшее образование. Все были экономически неактивны.

### Национальный состав
В 2011 году из 12 человек все были болгарами.

### Возрастно-половой состав
По переписи 2011 года в селе проживало 6 мужчин и 6 женщин (все старше 59 лет), по переписи 2021 года — 7 человек (3 мужчины и 4 женщины).
| Мужчин | Возраст | Женщин |
| ------ | ------- | ------ |
| 0      | 85+     | 0      |
| 1      | 80—84   | 2      |
| 1      | 75—79   | 1      |
| 1      | 70—74   | 1      |
| 0      | 65—69   | 0      |
| 0      | 60—64   | 0      |
| 0      | 55—59   | 0      |
| 0      | 50—54   | 0      |
| 0      | 45—49   | 0      |
| 0      | 40—44   | 0      |
| 0      | 35—39   | 0      |
| 0      | 30—34   | 0      |
| 0      | 25—29   | 0      |
| 0      | 20—24   | 0      |
| 0      | 15—19   | 0      |
| 0      | 10—14   | 0      |
| 0      | 5—9     | 0      |
| 0      | 0—4     | 0      |

## Политическая ситуация
Бояново подчиняется непосредственно общине и не имеет своего кмета.
Кмет (мэр) общины Грамада — Милчо Башев (от нескольких левых партий).